# Саркырама (Жетысайский район)
Саркырама (каз. Сарқырама, до 2001 г. — Победа) — село в Жетысайском районе Туркестанской области Казахстана. Входит в состав Макталинского сельского округа. Код КАТО — 514479700.

## Население
В 1999 году население села составляло 57 человек (35 мужчин и 22 женщины). По данным переписи 2009 года, в селе проживали 124 человека (68 мужчин и 56 женщин).